# 格里德利号驱逐舰
格里德利号驱逐舰（USS Gridley (DDG-101)）是美国海军阿利·伯克级驱逐舰的第五十一艘，以海军上校查尔斯·弗农·格里德利命名。
格里德利号驱逐舰于2004年7月30日在缅因州巴斯的巴斯钢铁厂安放龙骨，2005年12月28日下水，2007年2月10日服役。